# Whitestag VR Filmproduktion
Die Whitestag VR Filmproduktion (Eigenschreibweise WHITESTAG VR Filmproduktion) wurde 2017 von Walter Schönenbröcher in Cottbus gegründet.
2018 wurde die mittlerweile mehrfach international ausgezeichnete neunteilige Virtual Reality-Dokumentationsserie „Alte und seltene Handwerke“ erstellt. Diese VR-Serie baut auf der zeitgeschichtliche Fotodokumentation HANDwerk auf. Seit 2019 arbeitet Whitestag an der neuen Dokumentationsserie Künstler hautnah über Kunstpreisträger, die mittlerweile acht Folgen über Günther Rechn, Matthias Körner, Kani Alavi, Hans-Georg Wagner, Jörg Engelhardt, Rita Grafe, Chris Hinze und Mona Höke beinhaltet. Diese Dokumentation erlangte mehrere internationale Awards auf internationalen Filmfestivals, wie z. B. in Los Angeles (USA), Kalkutta (Indien), Barcelona (Spanien), Punhaka (Bhutan), Tagore (Indien), Sydney (Australien), Jaisalmer (Indien) und Varese (Italien) und wurde auf Kunstfestivals vorgestellt.
Seit 2020 produziert WHITESTAG neben seinen linearen 360° 3D-Filmen auch interaktive VR-Filmproduktionen, in denen die Zuschauer die Handlung der Filme selber beeinflussen können.
2021 erstellte WHITESTAG auf diese Art für die Stadt Cottbus ihren digitalen Zwilling. In der ersten Version des Projekts „Virtuelles Cottbus“ kann der Zuschauer je nach Interessensgebiet (Wirtschaft, Wissenschaft, Kultur oder Sehenswürdigkeiten) einen interaktiven Cottbus-Besuch vornehmen.
2022 gewann sein Virtual-Reality-Projekt „Ohne Helfer keine Hilfe“ für den Brandenburger Landkreis Oberspreewald-Lausitz den dritten Platz bei dem vom Bundesministerium des Innern und für Heimat ausgerichteten Förderpreis „Helfende Hand“ in der Kategorie „Unterstützung des Ehrenamtes“.

## Produktionen
- 2018: Der Schmied (Alte und seltene Handwerke; deutsch, englisch, polnisch)
- 2018: Der Gerber (Alte und seltene Handwerke; deutsch, englisch, polnisch)
- 2018: Der Klavierbauer (Alte und seltene Handwerke; deutsch, englisch, polnisch)
- 2018: Der Reifendreher (Alte und seltene Handwerke; deutsch, englisch, polnisch)
- 2018: Der Goldschmied (Alte und seltene Handwerke; deutsch, englisch, polnisch)
- 2018: Der Giesser (Alte und seltene Handwerke; deutsch, englisch, polnisch)
- 2018: Der Posamentierer (Alte und seltene Handwerke; deutsch, englisch, polnisch)
- 2018: Der Hutmacher (Alte und seltene Handwerke; deutsch, englisch, polnisch)
- 2018: Der Modist (Alte und seltene Handwerke; deutsch, englisch, polnisch)
- 2019: Matthias Körner (Künstler hautnah)
- 2019: Günther Rechn (Künstler hautnah)
- 2019: Kani Alavi (Künstler hautnah)
- 2019: Hans-Georg Wagner (Künstler hautnah)
- 2019: Chris Hinze (Künstler hautnah)
- 2019: Rita Grafe (Künstler hautnah)
- 2019: Jörg Engelhardt (Künstler hautnah)
- 2022: Mona Höke (Künstler hautnah)
- 2022: Micha Brendel (Künstler hautnah)
- 2022: Virtuelles Cottbus[3][4][5]

## Auszeichnungen Filme
- 2021: Deutschland – Continental Film Festival (Finalist Virtual Reality)
- 2021: Deutschland – VRHAM! (Official Selection)[6]
- 2021: Indien – Sun of the East Award (Nominiert Best VR/AR and 360° Film)[7]
- 2020: USA – Gold Movie Awards (Semi Finalist Best Series)[8]
- 2020: USA – The Chico Independent Film Festival (Finalist Best VR/AR and 360° Film)[9]
- 2020: Australien – SmartFone Flick Fest 2020 (Sieger SF360)[10]
- 2020: Indien – Sand Dance International Film Festival 2020 (Sieger Best VR Project)[11]
- 2020: Österreich – Vienna Science Film Festival (Finalist Best VR/AR and 360° Film)[12]
- 2020: USA – New York Cinematography AWARDS (NYCA)(Semi Finalist Best VR/AR and 360° Film)[13]
- 2020: Kalkutta – L’Age d’Or International Arthouse Film Festival 2020 (Sieger Best VR/AR and 360° Film)[14]
- 2020: Bhutan – Druk International Film Festival 2020 (Sieger Best Virtual Reality Project)[15]
- 2020: Spanien – Barcelona Planet Film Festival 2020 (Sieger Best Virtual Reality/360°)[16]
- 2020: Italien – Varese International Film Festival 2020 (Sieger Best VR Project)[17]
- 2020: Indien – Tagore International Film Festival 2020 (Sieger Best VR/AR und 360° Film)[18]
- 2020: USA – Los Angeles Film Award 2020 (Sieger Best Virtual Reality)[19]
- 2020: Deutschland – Lift-Off Film Festival Berlin 2020 (Official Selection)[20]
- 2020: Niederlande – Ambacht in Beeld Film Festival Amsterdam 2020 (Official Selection)[21]
- 2019: England – Lift-Off Film Festival London 2019 (Official Selection)[22]
- 2019: Deutschland – nextreality.contest 2019 (Nominierung)[23]
- 2019: Kanada – FIVARS 2019 (Official Selection)[24]
- 2019: USA – Nashville Film Festival 2019 (Official Selection)[25]